# Billings (Ontario)
Billings es un municipio canadiense situado en la provincia de Ontario.

## Superficie
Billings tiene una superficie de 208,81 km².

## Demografía
En 2021, tenía 753 habitantes, una densidad poblacional de 3,6 hab./km², y 675 viviendas.